# Тесовий камінь у Тернопільській області
Тесовий камінь у Тернопільській області — гірські породи на Тернопільщині, що розпилюють на блоки, обтесують і використовують у будівництві. Це Вапняки-черепашники, вулканічні туфи, опоки, інколи — гіпси, мергелі, пісковики.
В області родовища тесового каменю — рифогенні різновиди вапняків тортон. і сармат. ярусів територіально «прив'язані» до Товтрової гряди. Тортон. вапняки детритові (органогенно-уламкові), щільні, порівняно однорідні, залягають серед перекристалізованих вапняків у вигляді пачок потуж. до 40 м; сармат.-черепашкові, детритово-черепашкові, оолітові потуж. 1-30 м. Для них характер. неоднорідність хімічного складу та фізико-механічних властивостей, а також наявність проверстків перекристалізованих вапняків, що утруднює розпилювання їх на блоки.
Породи залягають на глибині від кількох метрів на схилах гряди до 30—40 м у її центральних частинах. У державному балансі враховано лише Доброводівське (с. Доброводи)  та Лисичинське (с. Лисичинці) родовища, які інтенсивно розробляли. Нині вони — у резерві.
Залишок запасів на першому становить 550 тис. м³, на другому — 2581 тис. м³. Перспективні ділянки на виробництво тесового каменю виявлені у Тернопільському й Чортківському районах.